# 福建左布政使
福建左布政使是清朝之官職，為福建巡撫之下屬，從三品。

## 歷任
- 朱鼎新
- 丁文盛
- 佟國器
- 周亮工
- 王顯祚
- 翟鳳翥
- 王孫蔚
- 何中魁